# Monotony Fields
Monotony Fields (englisch ‚Felder der Monotonie‘) ist das vierte Studioalbum der finnischen Funeral-Doom-Band Shape of Despair. Es erschien am 15. Juni 2015 über Season of Mist und ist das erste Album mit dem Sänger Henri Koivula. Das Cover des Albums zeigt das unscharfe Abbild eines Menschen im Spiegel und wurde von Mariusz Krystw erstellt, welcher bereits für die Cover der vorherigen Alben verantwortlich war.

## Entstehung

### Produktion
Sänger Pasi Koskinen verließ 2011 die Band und wurde noch im selben Jahr durch Henri Koivula (Throes of Dawn) ersetzt. Nach dem Wechsel begannen die ersten Arbeiten am neuen Album. Jarno Salomaa und Tomi Ullgren schrieben die Lieder, während Henri Koivula die Texte verfasste.
Die Aufnahmen gingen laut Jarno Salomaa nur sehr langsam voran und dauerten mehr als zwei Wochen. Zuerst wurden nur die Gitarren an einem Wochenende komplett aufgenommen, da Sami Uusitalo und Samu Ruotsalainen zu diesem Zeitpunkt auf Tour mit ihrer Band Finntroll waren. Es folgte die Aufnahme des Gesang, über die Woche verteilt und häufig nach der Arbeit. Am darauf folgenden Wochenende wurden schließlich Schlagzeug und Bass aufgenommen. Salomaa beschreibt die Vorgehensweise als einfach, würde sie jedoch beim nächsten Album nicht bevorzugen.
Das Mixing übernahm Max Kostermaa, welcher schon bei Throes of Dawn für den Mix verantwortlich war. Der Prozess dauerte länger als üblich und verlief problematisch. Laut Salomaa wurde das Album jedoch frei von Zeitdruck abgemischt, da die Band zu diesem Zeitpunkt noch keinen Vertrag mit einem Label unterzeichnet hatte.
Auf die Frage, warum das Lied Written In My Scars, welches erstmals 2010 auf der gleichnamigen EP veröffentlicht wurde, für das Album neu aufgenommen wurde, antwortete Salomaa:

„Nun, es war ein Muss. Die Qualität der EP war schlecht und ich wusste, dass wir dem einen besseren Klang verpassen konnten. Abgesehen davon ist das Lied großartig und passt, mit einer kleinen Änderung, als Bonus-Track perfekt zum Album.“

### Veröffentlichung
Im Oktober 2014 unterschrieben Shape of Despair einen Vertrag bei Season of Mist und kündigten gleichzeitig das neue Album an. Im März 2015 wurde der Titel des Albums bekanntgegeben, am 21. April 2015 das Lied Monotony Fields als Premiere veröffentlicht. Es folgten die Lieder Descending Inner Night und The Distant Dream of Life, ehe kurz vor der Veröffentlichung das gesamte Album online zum kostenlosen Probehören angeboten wurde. Das Album erschien als reguläre CD-Version im Digipak und als Doppel-LP.

Die Frage, warum die Fans mehr als 10 Jahre auf ein neues Album warten mussten, beantwortete Natalie Koskinen wie folgt: 

„Für unsere „kurze“ Pause gibt es einerseits keinen genauen, andererseits aber wieder eine ganze Menge Gründe. Nachdem Pasi die Band verlassen hatte, dauerte es eine Zeit lang, bis wir Ersatz fanden. […] Gleichzeitig sind wir aber alle noch in andere Projekte involviert.“

Salomaa ergänzt:

„Ich beschuldige niemanden… Wir waren von Anfang an nicht sehr aktiv… Wir haben nur wenige Alben herausgebracht und vor ’12 nicht eine einzige Live-Show gegeben. Aber ich gebe zu, dass diese Jahre zu lang waren. Alle möglichen persönlichen Probleme, die Touren und Aufnahmen mit anderen Bands usw. haben Shape of Despair nur weiter verdrängt.“

## Musikalischer Stil
Die Musik der Band wird seit dem ersten Album als langsam, bedrückend und atmosphärisch beschrieben, auf dem Album Monotony Fields würden laut Stephan Voigtländer jedoch die vermehrten Keyboard-Flächen auffallen, welche die Musik „noch sphärischer machen“. Unterstützt werden diese laut Alex Klug von „simplen, aber effektiven Sechssaiter-Akkordstrukturen“, wobei zwischen den Gitarrenanschlägen „schon etwas Zeit vergeht“. Auf Orgeln und Violinen, welche die vorherigen Alben noch dominierten, wurde verzichtet, lediglich Samples finden noch vereinzelt Anwendung, etwa bei Descending Inner Night. Voigtländer bemerkt weiterhin, dass der Anteil an männlichem Klargesang im Vergleich zu den Growls größer geworden ist. Letztere seien nun weniger kratzig, dafür düster und depressiv. Laut Voigtländer regieren „nach wie vor Schwermut und Hoffnungslosigkeit“, allerdings wären diese „eingängiger und harmonischer verpackt als auf den Alben der Band zuvor“. Für Alex Klug „schwingt ab und an gar etwas Hoffnung mit“. Inhaltlich werden Themen wie negative Erfahrungen, Verlust und Sehnsucht behandelt.

## Rezeption
In der Ausgabe vom Juli 2015 vergab das deutsche Magazin Metal Hammer 6 von 7 möglichen Punkten. Es fasziniert „das Wechselspiel zwischen sich langsam dahinschleppenden Riff-Riesen, dem bedrohlichen Grollen […] und den engelsgleichen Gesangseinlagen von Sängerin Natalie Koskinen.“ Die Klanglandschaften seien dunkel, zugleich aber magisch und wunderbar. Neben Shape of Despair gäbe es „kaum eine andere Band, die Funeral Doom derart schön mit eindringlichen Melodien und einer melancholischen Atmosphäre verbindet.“
Alex Klug von Metal.de kommt zu dem Schluss, dass es Shape of Despair gelang, „Qualität abzuliefern“. Dank „wuchtiger Produktion geht […] tatsächlich kein Quäntchen Druck verloren“. Natalie Koskinens Gesang erweise sich als „glänzendes Alleinstellungsmerkmal“, während Henri Koivula die Klargesangsexperimente nicht nur fortführen würde, sondern seinen Vorgänger diesbezüglich übertrifft. Überzeugen würden am Ende vor allem die „fantastischen, weil zeitgemäßen Soundverhältnisse“. Klug vergab 9 von 10 Punkten.
Ebenfalls positiv urteilt Stephan Voigtländer von Powermetal.de. Auf dem Album gäbe es „einiges zu entdecken“, es sei weniger eintönig als andere Funeral-Doom-Alben. Für „einen starken Kontrapunkt zum dunklen, schleppenden Treiben“ sorgt der „hohe Anteil an packenden Harmonien“. Die Growls seien düsterer als auf den vorherigen Alben, hinzu käme „die Vielseitigkeit der Vocals und ein ganzer Strauß eindrücklicher Melodien“. Er vergab 9.5 von 10 möglichen Punkten.